# Чашке
Чашке́ (каз. Шашке) — село у складі Сандиктауського району Акмолинської області Казахстану. Входить до складу Баракпайського сільського округу.
Населення — 36 осіб (2021; 181 у 2009, 258 у 1999, 387 у 1989).
Національний склад станом на 1989 рік:
- казахи — 41 %;
- росіяни — 29 %.